# Jarratt
Jarratt is een plaats (town) in de Amerikaanse staat Virginia, en valt bestuurlijk gezien onder Greensville County en Sussex County.

## Demografie
Bij de volkstelling in 2000 werd het aantal inwoners vastgesteld op 589.
In 2006 is het aantal inwoners door het United States Census Bureau geschat op 557, een daling van 32 (-5,4%).

## Geografie
Volgens het United States Census Bureau beslaat de plaats een oppervlakte van
3,3 km², geheel bestaande uit land. Jarratt ligt op ongeveer 44 m boven zeeniveau.

## Plaatsen in de nabije omgeving
De onderstaande figuur toont nabijgelegen plaatsen in een straal van 36 km rond Jarratt.